# Foissy
Foissy ist eine französische Gemeinde mit 169 Einwohnern (Stand: 1. Januar 2022) im Département Côte-d’Or in der Region Bourgogne-Franche-Comté. Sie gehört zum Kanton Arnay-le-Duc und zum Arrondissement Beaune.
Nachbargemeinden sind Mimeure im Nordwesten, Musigny im Norden, Longecourt-lès-Culêtre im Nordosten, Culètre, Veilly und Thomirey im Osten, Antigny-la-Ville im Südosten, Lacanche im Süden, Maligny im Südwesten und Saint-Prix-lès-Arnay und Arnay-le-Duc im Westen. Am südöstlichen Ortsrand entspringt das Flüsschen Villeneuve, das zum Arroux entwässert.

## Bevölkerungsentwicklung
| Jahr                       | 1962 | 1968 | 1975 | 1982 | 1990 | 1999 | 2008 | 2015 |
| -------------------------- | ---- | ---- | ---- | ---- | ---- | ---- | ---- | ---- |
| Einwohner                  | 195  | 195  | 162  | 146  | 138  | 135  | 182  | 164  |
| Quellen: Cassini und INSEE |      |      |      |      |      |      |      |      |

## Sehenswürdigkeiten

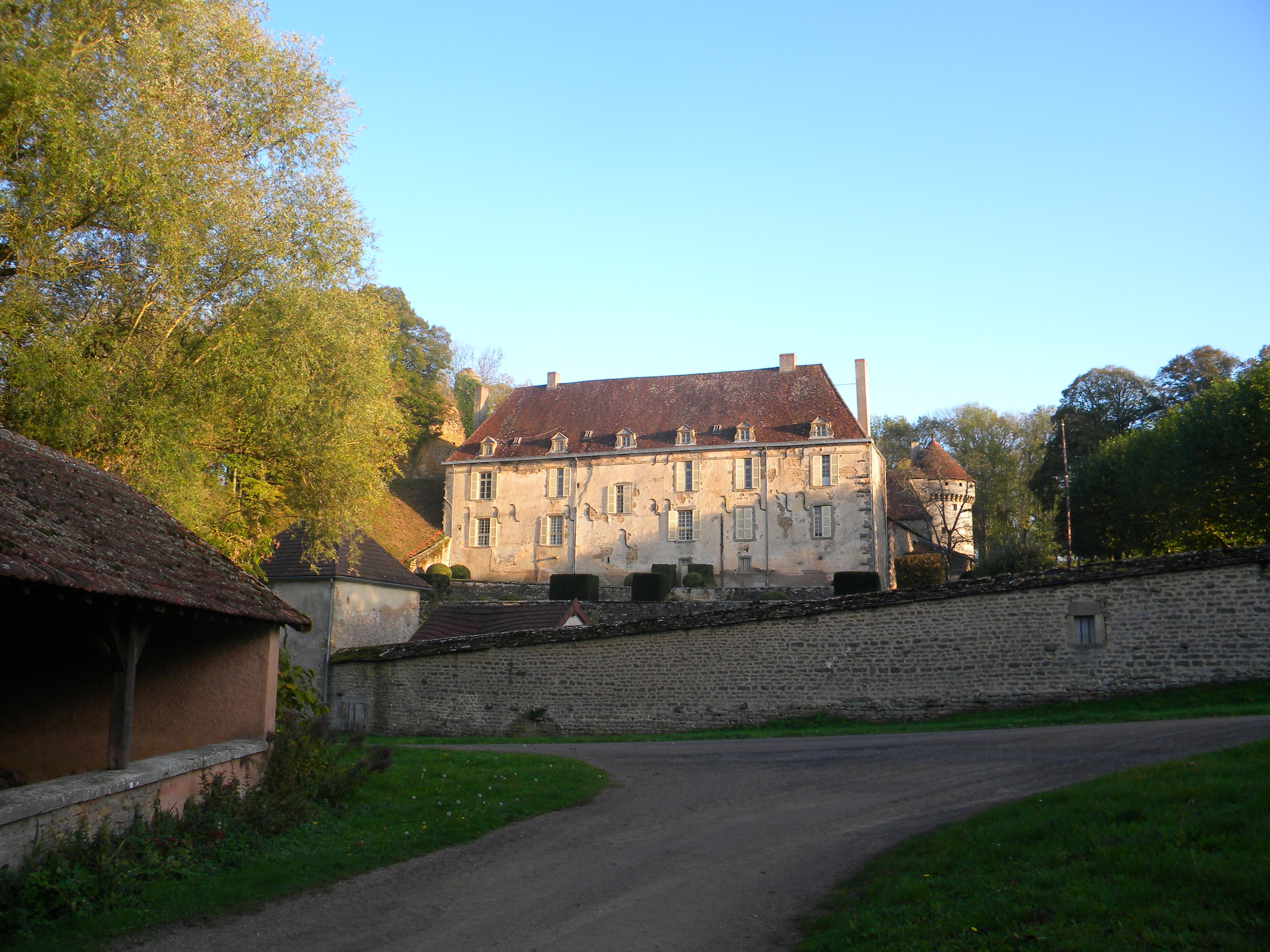
Schloss Antigny

- Schloss Antigny im Ortsteil Antigny-le-Château